# Valartis Group
Die Valartis Gruppe ist eine international tätige Finanzgruppe. Der Firmensitz befindet sich in Fribourg, Schweiz, weitere Standorte in Zürich, Genf, Frankfurt am Main, Stuttgart, Hamburg, Wien, Luxemburg sowie Moskau und St. Petersburg. Die Valartis Group AG ist an der Schweizer Börse SIX Swiss Exchange notiert.
Die Valartis Gruppe verfolgt nach eigenen Angaben drei Kernaktivitäten: Finanzdienstleistungen, Immobilien und Private-Equity-Investitionen.

## Geschichte
Die heutige Valartis-Gruppe Valartis Group entstand Ende 2005 aus der Fusion der OZ Gruppe mit den operativen MC Trustco-Gesellschaften der MCG Holding AG, Baar ZG.
Ihren Ursprung hat die im Jahr 1994 in OZ Holding AG umbenannte OZ Gruppe in der 1988 gegründeten und 1991 an die Börse gebrachten OZ Zürich Optionen und Futures Aktiengesellschaft, deren Tochtergesellschaft OZ Bankers AG seit 1997 eine Schweizer Banklizenz besass und als Derivathaus im Investment Banking tätig war.
MC Trusco, kurz MCT, ging ihrerseits im Jahr 1996 als Joint-Venture zwischen Gustav Stenbolt und MC Securities, eine 1994 gegründete Londoner Investmentbank, hervor. Ihre Dienstleistungen im institutionellen Asset Management bietet sie Osteuropa und den GUS-Staaten an.
Im Zuge des Ausbaus ihrer Private-Banking- und Asset-Management-Aktivitäten erwarb die Valartis Group AG im September 2008 erst die in Valartis Bank (Austria) AG umbenannte Anglo Irish Bank (Austria) AG mit Sitz in Wien, deren Gründung auf das Jahr 1890 zurückgeht. Im September 2009 folgte dann der Erwerb der Valartis Bank (Liechtenstein) AG, die 1998 als Hypo Investment Bank (Liechtenstein) AG gegründet wurde und über eine Liechtensteiner Vollbankenlizenz verfügt.
Parallel dazu wurden die Private-Banking-Aktivitäten der Valartis Bank AG, Schweiz an den Standorten Zürich und Genf ausgebaut und weitere Private-Banking-Teams in Liechtenstein und Wien gegründet. Im Jahr 2010 eröffnete Valartis eine Niederlassung in Singapur sowie im Herbst 2012 nach Lugano in die italienischsprachige Schweiz, wo die Valartis Bank AG, Schweiz ihre dritte Bankniederlassung eröffnete.
Im Jahr 2014 fusionierte die Valartis Bank, das Herzstück der Gruppe, mit der Banque Cramer. Im Gegenzug erhielt die Valartis Gruppe eine 25 %-Beteiligung an der Norinvest Holding, der börsennotierten Muttergesellschaft der Banque Cramer, einer Schweizer Privatbank, deren Ursprünge bis ins 18. Jahrhundert zurückreichen. Im November 2015 ersuchte die Valartis Group wegen Zahlungsschwierigkeiten, verursacht durch einen «temporären Liquiditätsengpass», um Nachlassstundung beim Kantonsgericht Zug. Ende 2015 wurde die Wiener Niederlassung an die Wiener Privatbank verkauft. In den Jahren 2015 und 2016 wurden die österreichischen und Liechtensteiner Bankentöchter veräussert.
Für die börsennotierten Gesellschaften EPH European Property Holdings und ENR Russia Invest übernimmt die Valartis Gruppe das Corporate und Asset Management und unterstützt sie bei Direktakquisitionen, Projektentwicklungen und Asset Management Dienstleistungen.